# Township de Myawaddy
En Birmanie, le township de Myawaddy est l’unique township du district de Myawaddy situé dans l’État de Kayin, autrefois appelé État Karen.